# 東祐里子
東 祐里子（あずま ゆりこ、1952年11月24日 - ）は、日本の女優である。本名は不明。東 裕里子の表記もみられる。1970年（昭和45年）、満17歳のときに映画界にデビュー、大蔵映画や日活ロマンポルノの外部製作作品を中心に13年の長きにわたり、数多く出演した。『ウルフガイ 燃えろ狼男』（1975年）、『東京ディープスロート夫人』（1975年）といった東映作品、大島渚監督の日仏合作『愛のコリーダ』（1976年）にも出演したことで知られる。

## 人物・来歴

### 成人映画の時代
1952年（昭和27年）11月24日、秋田県に生まれる。本名は不明である。
学歴等は不詳であるが、神奈川県横浜市にあったある劇団で歌唱を学んでいた1970年（昭和45年）、満17歳のときにスカウトされ、同年7月28日に公開された美矢かほる主演の大蔵映画作品『覗かれた痴女乱行』（監督小川欽也）に出演、映画界にデビューする。引き続き同年9月29日に公開された林美樹の主演作『浮気の四角関係』（監督小川欽也）にも出演している。諸記録にみる最初の主演作は、山本晋也が「門前忍」の名で監督した『指と舌』 で、同作はOP映画配給（大蔵映画）の配給により同年7月に公開されている。その後も大蔵映画の作品に多く出演するが、1971年（昭和46年）11月、日活が成人映画路線に全面的に舵を切り、日活ロマンポルノを開始すると、ワールド映画の営業部長であった藤村政治が設立したプリマ企画が製作していた作品が日活配給で封切られるようになり、同年12月22日に公開された『変態指圧師 色欲の狂宴』（監督梅沢薫）に主演したほか、基本的には大蔵映画や新東宝興業（現在の新東宝映画）が配給する各社製作の映画に出演しながら、代々木忠のワタナベプロダクション等の外部製作系の日活ロマンポルノに多く出演した。デビューは早かったが、珠瑠美（1949年 - ）、城新子（1950年 - ）、安田清美（1950年 - ）、橘雪子（1951年 - ）、桜マミ（1951年 - ）、あるいは芹明香（1954年 - ）、四光マリ子（1954年 - ）、中野リエ（1955年 - ）、茜ゆう子（1955年 - ）、原悦子（1956年 - ）、沢木ミミ（1956年 - ）らと同世代の女優といえる。
1975年（昭和50年）1月29日に公開された谷ナオミ主演作『怪猫トルコ風呂』（監督山口和彦）に助演、初めて東映東京撮影所が製作する東映の配給作品に出演する。同年4月5日公開の千葉真一主演作『ウルフガイ 燃えろ狼男』（監督山口和彦）にも出演、初の一般映画出演であった。同年12月6日に公開された同撮影所製作の成人映画『東京ディープスロート夫人』（監督向井寛）にも出演しており、ほかにも東映ビデオが製作した劇場用成人映画にも多く出演し、1979年（昭和50年）1月に公開された『にっぽんポルノ風土記 津軽姫祭り』（監督山本晋也）以降、向井寛の獅子プロダクション製作、東映セントラルフィルム配給による成人映画路線にも多く出演した。『日本映画俳優全集・女優編』の東の項を執筆した小田克也は、東について「落ち着いたムードがあるので、和服姿の人妻役などが多い」と記す。1976年（昭和51年）10月16日に東宝東和が配給して日本でも公開された大島渚監督の日仏合作『愛のコリーダ』には、中島葵、芹明香といった日活ロマンポルノのスター女優や、松井康子、藤ひろ子、青木真知子、安田清美といった独立系成人映画の女優が多く出演しており、東も同作に「みつわの芸者」役で出演している。山本晋也が1975年に生み出した「痴漢電車シリーズ」の第1作『痴漢電車』（主演月丘恵子、1975年6月公開）に主演ではないが、出演している。
1979年（昭和54年）末まではフル出演していたが、1980年代に入ると記録に残る出演作が激減している。記録に残る最後の出演作は、1983年（昭和58年）1月に公開された『四つん這い女子学生』（監督荻西太郎）、『痴漢電車良いOL・悪いOL・普通のOL』（監督稲尾実）への助演である。当時の東は満30歳で、13年ものキャリアがあった。以降の消息は知られておらず、存命であれば2014年（平成26年）には満62歳である。

### 再評価
アップリンクがプリマ企画の作品をデジタル復刻し、DVDビデオグラム化しており、2011年（平成23年）6月3日には東の主演作『変態指圧師 色欲の狂宴』が発売されている。日活は、出演作『実録 ㊙通勤痴女日記』（監督向井寛、主演四光マリ子、1976年7月21日公開）、および同じく出演作の『セックスドキュメント ぶち込みたい!』（監督渡辺護、主演日野繭子、1979年3月3日公開）のデジタル映像配信を行っている。
2012年（平成24年）5月13日に銀座シネパトスで行われた「第24回ピンク大賞」で、深町章（旧名・稲尾実）が「特別賞」を受賞したことを記念し、同監督の現存する最古の作品として、東の出演作『痴漢満員電車』（1976年5月公開）が上映された。

## フィルモグラフィ
クレジットはすべて「出演」である。東京国立近代美術館フィルムセンター（NFC）等の所蔵・現存状況についても記す。

### 1970年
- 『覗かれた痴女乱行』 : 監督小川欽也、主演美矢かほる、製作・配給大蔵映画、1970年7月28日公開（成人映画・映倫番号 不明） - 「東裕里子」名義で出演（デビュー作）
- 『浮気の四角関係』 : 監督小川欽也、主演林美樹、助監督今井敏夫、製作・配給大蔵映画、1970年9月29日公開（成人映画・映倫番号 16503） - 「東裕里子」名義で出演・「君子」役

### 1971年
- 『寝床妻』 : 監督渡辺護、製作・配給東京興映、1971年3月公開（成人映画・映倫番号 16692）
- 『女教師の戯れ』 : 監督佐々木元、主演島江梨子、製作ワールド映画、配給大蔵映画、1971年4月公開（成人映画・映倫番号 不明）
- 『戦後売春地 夜の生態』（『オールカラー 夜の生態』[12]） : 監督佐々木元、主演白川和子、製作ワールド映画、配給大蔵映画、1971年5月公開（成人映画・映倫番号 16776）
- 『欲情する思春期娘』 : 監督小川欽也、主演祝真理、製作・配給大蔵映画、1971年6月公開（成人映画・映倫番号 16791）
- 『肉欲の花開く』 : 監督小川欽也、主演杉村久美、製作・配給大蔵映画、1971年6月公開（7月公開とも、成人映画・映倫番号 16831）
- 『指と舌』 : 監督門前忍、共演乱孝寿・小城かほり、製作関東映配、配給OP映画配給、1971年7月公開（成人映画・映倫番号 16816） - 主演
- 『初夜ひらく』 : 監督稲尾実、主演千原和加子、製作・配給大蔵映画、1971年8月公開（成人映画・映倫番号 16857）
- 『世界セックス大全集』 : 監督沢賢介、主演白川和子、製作・配給関東ムービー配給社、1971年9月公開（成人映画・映倫番号 16923）
- 『昼となく夜となく 人妻の悶え』 : 監督秋津隆三、共演小島マリ、製作・配給ミリオンフィルム、1971年10月公開（成人映画・映倫番号 不明） - 主演
- 『主婦の生態調査 夜の演技』 : 監督渡辺護、主演林美樹、製作・配給大蔵映画、1971年10月公開（成人映画・映倫番号 16910）
- 『好色男性狩り』 : 監督小川欽也、共演杉村久美・宝井京子、製作・配給大蔵映画、1971年10月公開（成人映画・映倫番号 16919） - 主演
- 『㊙欲情物語 ボディー洗い』（『ボディ洗い』） : 製作馬場内弘、監督佐々木元、助監督高橋伴、共演白川和子、製作・配給日本シネマ、1971年11月10日審査・公開（成人映画・映倫番号 16975） - 主演・「あかね」役、67分の上映用プリントをNFCが所蔵[5]
- 『牝蜂の情欲』（『牝蜂の欲情』） : 監督小川欽也、共演瀬川ルミ・白川和子、製作・配給大蔵映画、1971年11月24日公開（成人映画・映倫番号 16571） - 主演
- 『ポルノ的告白 官能の少女』（『官能の少女』） : 監督稲尾実、主演林美樹、製作・配給大蔵映画、1971年11月公開（成人映画・映倫番号 16934）
- 『セックス・ルポ 悪徳調査員』 : 監督渡辺護、共演宝井京子、製作大東映画、配給OP映画配給、1971年12月公開（成人映画・映倫番号 16956） - 主演
- 『発情娘の色狂い』 : 監督今井敏夫、主演美矢かほる・瀬川ルミ、製作・配給大蔵映画、1971年12月公開（成人映画・映倫番号 16993）
- 『変態指圧師 色欲の狂宴』 : 製作渡辺忠、監督梅沢薫、助監督中村幻児、共演宮本圭子・瀬川ルミ、製作プリマ企画、配給日活、1971年12月22日公開（成人映画・映倫番号 不明） - 「東裕里子」名義で主演、72分の原版が現存・2011年アップリンクがDVDビデオグラム発売[8]・アートポートがオンライン映像配信[15]

### 1972年
- 『発情』 : 監督梅沢薫、共演沖さとみ・野上正義、製作・配給ミリオンフィルム、1972年1月公開（成人映画・映倫番号 17041） - 主演
- 『強烈! 性を好む女』 : 監督佐々木元、主演宮下順子、製作ワールド映画、配給OP映画配給、1972年1月公開（成人映画・映倫番号 17046）
- 『幼い性と熟した性』（『幼ない性と熟した性』） : 製作渡辺護、監督稲尾実、主演宮下順子、製作ワールド映画、配給OP映画配給、1972年2月公開（成人映画・映倫番号 17064） - 出演・「森山和子」役
- 『続・ニッポン発情地帯』 : 監督小林悟、脚本小林悟・千葉隆志、主演宮下順子・杉村久美、製作・配給葵映画、1972年2月公開（成人映画・映倫番号 17014）
- 『セックス・ゲリラ』 : 監督稲尾実、製作大東映画、配給OP映画配給、1972年2月公開（成人映画・映倫番号 17077） - 主演
- 『レズ&SM大百科』 : 製作馬場内弘、監督嵯峨泰彦、主演冨士ゆかり・杉村久美、製作・配給日本シネマ、1972年3月公開（成人映画・映倫番号 17112） - 出演、67分の上映用プリントをNFCが所蔵[5]
- 『初夜の記録 みだらな夫婦』 : 監督加奈沢史郎、主演小島マリ・高見由紀、製作ワールド映画、配給OP映画配給、1972年3月公開（4月公開とも、成人映画・映倫番号 17102）
- 『現代トルコ風呂 男泣かせのテクニック』 : 監督衣恭介、主演珠瑠美、製作・配給ミリオンフィルム、1972年6月公開（成人映画・映倫番号 17171）
- 『若妻女ざかり』 : 監督小金井次郎、主演杉村久美・小牧洋子、製作ワールド映画、配給OP映画配給、1972年6月公開（成人映画・映倫番号 17226）
- 『舌と肌と肌』 : 監督稲尾実、主演水木良子、製作大東映画、配給OP映画配給、1972年6月公開（成人映画・映倫番号 17204）
- 『鏡の中の野心』 : 監督小林悟、助監督高橋伴、原作戸川昌子、脚本松浦健郎、主演荒木一郎、製作東活プロダクション、配給松竹、1972年7月1日公開（成人映画・映倫番号 17257）
- 『処女悩殺』 : 監督小金井次郎、主演小島マリ・杉村久美、製作ワールド映画、配給OP映画配給、1972年7月公開（成人映画・映倫番号 17261）
- 『セックス相談』 : 企画津島友孝、製作・監督小諸次郎、主演国分二郎・九重京司、製作青年群像、配給ミリオンフィルム、1972年7月公開（成人映画・映倫番号 17273） - 出演・「栄子」役、66分の上映用プリントをNFCが所蔵[5]
- 『女は愛に濡れる』 : 企画・製作菜穂登、監督小金井次郎、主演宮下順子、製作ワールド映画、配給OP映画配給、1972年8月公開（成人映画・映倫番号 17303） - 出演・「矢野裕子」役
- 『感泣の絶叫』 : 監督小金井次郎、主演泉ユリ・小牧洋子、製作ワールド映画、配給OP映画配給、1972年10月公開（成人映画・映倫番号 17381）
- 『欲情七つ道具』（『欲情七ツ道具』『欲情七ッ道具』） : 監督小金井次郎（加奈沢史郎とも）、共演小牧洋子・泉ユリ、製作ワールド映画、配給OP映画配給、1972年11月公開（成人映画・映倫番号 17419） - 主演
- 『第3の色魔』 : 監督小金井次郎、共演泉ユリ・小牧洋子、製作ワールド映画、配給OP映画配給、1972年11月公開（成人映画・映倫番号 17452） - 主演

### 1973年
- 『エロチック教室』 : 監督小金井次郎、共演高見由紀・椿ジュン、製作ワールド映画、配給OP映画配給、1973年3月公開（成人映画・映倫番号 17515） - 主演
- 『㊙失神トルコ風呂』 : 監督沢賢介、主演北見マヤ・桜マミ、製作関東ムービー配給社、配給OP映画配給、1973年3月公開（成人映画・映倫番号 17540）
- 『男妻になるテクニック』 : 監督関孝二、共演北見マヤ・吉田純、製作関東ムービー配給社、配給OP映画配給、1973年6月公開（成人映画・映倫番号 17647） - 主演
- 『穴場さぐり』 : 監督関孝二、主演北見マヤ、製作関東ムービー配給社、配給OP映画配給、1973年8月公開（成人映画・映倫番号 17715）
- 『女風呂色ざかり』 : 監督関孝二、共演泉ゆり・西条マリ、製作関東ムービー配給社、配給OP映画配給、1973年11月公開（成人映画・映倫番号 17820） - 主演

### 1974年
- 『発情 おんな寝物語』 : 企画津島友孝、製作・脚本小諸次郎、監督唐沢二郎、主演泉ユリ、製作・配給ミリオンフィルム、1974年1月公開（成人映画・映倫番号 17885） - 出演・「早紀子」役、64分の上映用プリントをNFCが所蔵[5]
- 『失神の快楽』 : 監督佐々木元、共演青山美沙・国分二郎、製作大東映画、配給OP映画配給、1974年3月公開（成人映画・映倫番号 17936） - 主演
- 『女湯淫情記』 : 監督関孝二、主演小杉じゅん・泉ユリ、製作関東ムービー配給社、配給OP映画配給、1974年3月公開（成人映画・映倫番号 17954）
- 『性感の闘い』（『快感の闘い』） : 監督関孝二、共演小杉じゅん・鹿島あぐり、製作関東ムービー配給社、配給OP映画配給、1974年4月公開（成人映画・映倫番号 17982） - 主演
- 『エロスの欲情』 : 監督佐々木元、共演渋川ちさこ・泉ユリ、製作大東映画、配給OP映画配給、1974年5月公開（成人映画・映倫番号 18014） - 主演
- 『赤坂SEX地帯』 : 監督沢賢介、共演南ゆき・泉ユリ、製作関東ムービー配給社、配給OP映画配給、1974年5月公開（成人映画・映倫番号 18005） - 主演
- 『ドラゴン柔道 SEX対決』 : 監督関孝二、共演泉ユリ・小杉じゅん、製作関東ムービー配給社、配給OP映画配給、1974年5月公開（成人映画・映倫番号 18047） - 主演
- 『変態日記』 : 監督稲尾実、共演小杉じゅん、製作GWプロダクション、配給新東宝興業、1974年6月公開（成人映画・映倫番号 17960） - 主演
- 『情事の果て』 : 監督佐々木元、主演泉ユリ・青山リマ、製作GMN、配給日活、1974年7月6日公開（成人映画・映倫番号 17918） - 出演・「津山美代」役
- 『性炎の女』 : 監督佐々木元、主演南ゆき、製作大東映画、配給OP映画配給、1974年7月公開（成人映画・映倫番号 18069）
- 『OL蜜の誘惑』 : 監督稲尾実、共演小杉じゅん、製作国映、配給新東宝興業、1974年7月公開（成人映画・映倫番号 18076） - 主演
- 『(秘)香港人肉市場』 : 企画・監督・脚本沢賢介、共演野上正義・小杉じゅん、製作サワプロダクション、配給日活、1974年7月20日公開（成人映画・映倫番号 不明） - 主演・「玉城礼子(24)」役
- 『悪女性艶』 : 監督佐々木元、共演青葉純・仁科鳩美、製作大東映画、配給OP映画配給、1974年9月公開（成人映画・映倫番号 18132） - 主演
- 『熟れた欲情』 : 監督佐々木元、共演泉ユリ・美鈴麗、製作大東映画、配給OP映画配給、1974年10月公開（11月とも公開、成人映画・映倫番号 18187） - 主演
- 『乱行同棲契約』 : 監督南雲孝、共演青山リマ、製作・配給ミリオンフィルム、1974年11月公開（成人映画・映倫番号 18142） - 主演
- 『女子大生 性愛手帳』（『女子大生 性愛手帖』） : 監督南雲孝、主演真湖道代、製作・配給ミリオンフィルム、1974年11月公開（成人映画・映倫番号 18168）
- 『トルコ秘話 大車輪の女』（『大車輪の女』） : 監督吉田実、製作国映、配給新東宝興業、1974年12月公開（成人映画・映倫番号 18221） - 主演

### 1975年
- 『怪猫トルコ風呂』 : 監督山口和彦、脚本掛札昌裕・中島信昭、助監督澤井信一郎、主演谷ナオミ、製作東映東京撮影所、配給東映、1975年1月29日公開（成人映画・映倫番号 18252） - 出演・「マリ(トルコ嬢)」役
- 『新特ダネ かぶりつき』 : 監督東元薫、主演仁科鳩美、製作・配給新東宝映画、1975年1月公開（成人映画・映倫番号 18253）
- 『痴漢百年史』 : 監督山本晋也、主演紺野いさみ、製作・配給新東宝映画、1975年1月公開（成人映画・映倫番号 18246）
- 『ポルノ情報局 盗聴』 : 監督向井寛、共演真湖道代・小杉じゅん、製作東映ビデオ、配給東映、1975年1月公開（成人映画・映倫番号 18249） - 主演
- 『女エロ事師 情事大百科』 : 監督岸本恵一、主演大原恵子・霧川マリ、製作・配給ミリオンフィルム、1975年2月公開（成人映画・映倫番号 18263）
- 『欲情の系図』 : 監督東元薫、主演英和代、製作・配給新東宝映画、1975年2月公開（成人映画・映倫番号 18280）
- 『秘録 産婦人科』 : 監督梅沢薫、主演仁科鳩美、製作・配給新東宝映画、1975年3月公開（成人映画・映倫番号 18219）
- 『淫乱女子更衣室』 : 監督唐沢二郎、共演茜ゆう子・小川美樹、製作東映ビデオ、配給東映、1975年3月公開（成人映画・映倫番号 18293） - 主演
- 『ウルフガイ 燃えろ狼男』 : 企画吉田達、監督山口和彦、原作平井和正、脚本神波史男、製作東映東京撮影所、配給東映、1975年4月5日公開（成人映画・映倫番号 18301） - 出演、86分の上映用プリントをNFCが所蔵[5]
- 『セミドキュメント 男漁り』（『男漁り』） : 製作渡辺忠、監督代々木忠、共演青葉じゅん、製作ワタナベプロダクション、配給日活、1975年4月12日公開（成人映画・映倫番号 18343） - 主演
- 『みだれ寝』 : 監督東元薫、主演仁科鳩美、製作・配給新東宝映画、1975年5月公開（成人映画・映倫番号 18355）
- 『大学浪人 愛と性』 : 監督久我剛、共演茜ゆう子、製作東映ビデオ、配給東映、1975年4月公開（成人映画・映倫番号 18356） - 主演
- 『セミドキュメント おんな蕩し』（『おんな蕩し』） : 監督中村幻児、共演北沢万里子、製作ワタナベプロダクション、配給日活、1975年5月17日公開（成人映画・映倫番号 18377） - 「東裕里子」名義で主演
- 『枕絵草紙 女狩り道中記』（『女狩り道中記』） : 監督佐々木元、共演小杉じゅん・茜ゆう子、製作・配給大蔵映画、1975年6月1日公開（成人映画・映倫番号 18363） - 主演
- 『性乱三姉妹』 : 監督梅沢薫、共演小杉じゅん・仁科鳩美、製作・配給大蔵映画、1975年6月1日公開（成人映画・映倫番号 18378） - 主演
- 『秘本寝上手』 : 監督稲尾実、主演茜ゆう子、製作・配給新東宝映画、1975年6月公開（成人映画・映倫番号 18382）
- 『痴漢電車』（改題『痴漢変態電車』） : 企画・製作吉岡昌和、監督山本晋也、主演月丘恵子、製作・配給新東宝興業、1975年6月公開（成人映画・映倫番号 18398） - 出演、61分の上映用プリントをNFCが所蔵[5]
- 『ふるさと女探訪 桃色の谷間』 : 監督向井寛、主演北沢万里子、製作東映ビデオ、配給東映、1975年6月公開（成人映画・映倫番号 18392） - 出演・「ヒロ子（OL）」役
- 『婦人科秘話 女医の診察室』 : 監督唐沢二郎、主演南ユキ、製作・配給ミリオンフィルム、1975年7月公開（成人映画・映倫番号 18411）
- 『セミドキュメント 新・未亡人下宿』 : 監督山本晋也、撮影久我剛、共演大原恵子・南ゆき、製作ワタナベプロダクション、配給日活、1975年7月1日公開（成人映画・映倫番号 不明） - 「東裕里子」名義で主演、1989年にっかつがVHSビデオグラム発売
- 『夜ひらく淫ら花』 : 監督中村幻児、撮影久我剛、主演小川恵、製作東映ビデオ、配給東映、1975年7月公開（成人映画・映倫番号 18431）
- 『好奇心夫人』（改題『暴行好奇心夫人』） : 監督東元薫、主演仁科鳩美、製作日本シネマ、配給新東宝興業、1975年7月公開（成人映画・映倫番号 18419） - 出演、『暴行好奇心夫人』題・53分の上映用プリントをNFCが所蔵[5]
- 『私は好きな女』 : 監督稲尾実、主演茜ゆう子・小川美樹、製作・配給大蔵映画、1975年8月15日公開（成人映画・映倫番号 18439）
- 『セックス秘伝』 : 監督関孝二、共演南ゆき・桜マミ、製作関東ムービー配給社、配給OP映画配給、1975年8月25日公開（成人映画・映倫番号 18450） - 主演
- 『セミドキュメント 心中SEX五十年史』（『心中SEX五十年史』） : 監督山本晋也、撮影久我剛、共演茜ゆう子、製作ワタナベプロダクション、配給日活、1975年8月9日公開（成人映画・映倫番号 18451） - 「東裕里子」名義で主演
- 『痴漢寝台列車』 : 監督稲尾実、主演茜ゆう子、製作・配給新東宝映画、1975年8月公開（成人映画・映倫番号 18456）
- 『挑発!女子大生』 : 監督唐沢二郎、主演鏡レオ、製作東映ビデオ、配給東映、1975年9月公開（成人映画・映倫番号 18488）
- 『新日本エマニエル夫人』 : 監督渡辺護、主演峰セリカ、製作・配給大蔵映画、1975年10月4日公開（成人映画・映倫番号 18517）
- 『湧き出る性の泉』 : 監督関孝二、主演茜ゆう子・南ゆき、製作関東ムービー配給社、配給OP映画配給、1975年10月17日公開（成人映画・映倫番号 18497）
- 『秘本潮吹き』 : 監督稲尾実、主演茜ゆう子、製作・配給新東宝映画、1975年10月公開（成人映画・映倫番号 18506）
- 『痴漢のぞき窓』 : 監督沢賢介、主演路さとみ・渡辺典子、製作関東ムービー配給社、配給OP映画配給、1975年12月17日公開（成人映画・映倫番号 18575）
- 『団地妻 不倫の歓喜』 : 監督稲尾実、共演茜ゆう子・木大月くるみ、製作・配給大蔵映画、1975年12月17日公開（成人映画・映倫番号 18571） - 主演
- 『花の女王蜂性競乱』（『花の女王蜂性狂乱』） : 監督渡辺護、主演谷ナオミ・東てる美、製作・配給大蔵映画、1975年12月27日公開（成人映画・映倫番号 18582）
- 『団地夫人 性祭り』 : 監督稲尾実、主演茜ゆう子・四光マリ子、製作東映ビデオ、配給東映、1975年12月公開（成人映画・映倫番号 18547）
- 『東京ディープスロート夫人』 : 企画吉田達、監督向井寛、脚本鴨井達比古・小平裕、主演田口久美、製作東映東京撮影所、配給東映、1975年12月6日公開（成人映画・映倫番号 18545） - 出演・「トルコ嬢」役

### 1976年
- 『ふるさとポルノ 姫始め』（『故郷ポルノ 姫始め』） : 監督宗豊、主演茜ゆう子、製作映像社、配給東映、1976年1月公開（成人映画・映倫番号 18612）
- 『浮気百態 若妻・OL・未亡人』 : 企画向井寛、監督江戸薫、脚本宗豊、主演四光マリ子、製作映像社、配給東映、1976年1月公開（成人映画・映倫番号 18625）
- 『赤線復活』 : 監督東元薫、主演小杉じゅん、製作・配給新東宝映画、1976年2月公開（成人映画・映倫番号 18626）
- 『秘本豆さがし』 : 監督稲尾実、主演茜ゆう子、製作・配給新東宝映画、1976年2月公開（成人映画・映倫番号 18627）
- 『あね・いもうと 姦』 : 監督向井寛、共演茜ゆう子・四光マリ子、製作映像社、配給東映、1976年3月公開（成人映画・映倫番号 18670） - 主演
- 『強烈トルコ時計廻し』 : 監督稲尾実、主演茜ゆう子、製作・配給新東宝映画、1976年3月公開（成人映画・映倫番号 18649）
- 『実録売春三面記事』（『売春三面記事』） : 監督東元薫、共演仁科鳩美・青木理沙、製作・配給新東宝映画、1976年3月公開（成人映画・映倫番号 18644） - 主演
- 『残虐変質魔』 : 監督東元薫、共演朝田恵子、製作・配給新東宝映画、1976年4月公開（成人映画・映倫番号 18673）
- 『濡れ濡れ浮気旅行』 : 監督藤本一郎（藤原一郎）、主演茜ゆう子、製作・配給大蔵映画、1976年4月公開（成人映画・映倫番号 18638）
- 『新妻愛欲日記 花弁のしたたり』 : 監督向井寛、共演四光マリ子、製作映像社、配給東映、1976年5月公開（成人映画・映倫番号 18706） - 主演
- 『痴漢満員電車』 : 企画・製作矢田照彦、監督稲尾実、主演中野リエ、製作国映、配給新東宝興業、1976年5月公開（成人映画・映倫番号 18713） - 出演、63分の上映用プリントをNFCが所蔵[5]
- 『痴漢女秘書』 : 監督山本晋也、共演野上正義・南ゆき、製作・配給新東宝映画、1976年6月公開（成人映画・映倫番号 18703） - 主演
- 『実録 ㊙通勤痴女日記』 : 監督向井寛、脚本宗豊、主演四光マリ子、製作ユニバースプロダクション、配給日活、1976年7月21日公開（成人映画・映倫番号 18800） - 出演、63分の原版が現存・日活がオンライン映像配信[15]
- 『痴漢快楽境』 : 監督早坂絋、共演泉ユリ・伊藤みぐみ、製作・配給大蔵映画、1976年7月31日公開（成人映画・映倫番号 18782） - 主演
- 『女高生 さよならの季節』（『女高生 さようならの季節』） : 監督稲尾実、主演茜ゆう子、製作・配給新東宝映画、1976年8月公開（成人映画・映倫番号 18803）
- 『連続売春暴行事件』 : 監督東元薫、共演安田清美、製作・配給新東宝映画、1976年8月公開（成人映画・映倫番号 不明）
- 『性道男一代』 : 監督早坂絋、主演南ゆき、製作・配給大蔵映画、1976年9月11日公開（成人映画・映倫番号 18851）
- 『セーラー服愛の賛歌』（『セーラー服愛の挽歌』『セーラー服の讃歌』） : 監督藤原一郎、主演中野リエ、製作・配給大蔵映画、1976年9月21日公開（成人映画・映倫番号 18833）
- 『人妻SEX教室』 : 監督稲尾実、主演茜ゆう子、製作・配給新東宝映画、1976年9月公開（成人映画・映倫番号 18841）
- 『痴漢 スケ狩り』 : 監督沢賢介、共演しば早苗、製作・配給ミリオンフィルム、1976年10月12日公開（成人映画・映倫番号 不明）
- 『愛のコリーダ』 : 製作総指揮アナトール・ドーマン、製作若松孝二、監督・脚本大島渚、主演藤竜也・松田英子、製作大島渚プロダクション・アルゴスフィルム、配給東宝東和、1976年10月16日公開（成人映画・映倫番号 34759） - 出演・「みつわの芸者」役、108分の原版が現存・2004年ポニーキャニオンがノーカット版DVDビデオグラムを発売[8]
- 『日本淫乱史』 : 企画伊能竜、監督宗豊、脚本門前忍、主演茜ゆう子、製作映像社、配給東映、1976年10月公開（成人映画・映倫番号 18882）
- 『(秘)邪淫修道尼』 : 監督名和三平、主演原悦子、製作・配給大蔵映画、1976年12月4日公開（成人映画・映倫番号 18940） - 出演・「伸江」役
- 『暴走痴漢車性旅行』 : 監督名和三平、主演原悦子、製作・配給大蔵映画、1976年12月26日公開（成人映画・映倫番号 18967）

### 1977年
- 『性技乱れ咲き』 : 監督名和三平、主演沢木ミミ、製作・配給大蔵映画、1977年3月15日公開（成人映画・映倫番号 18981）
- 『デルタの掟 夜のアレを射て』（『デルタの掟 女のアレを射て』） : 監督秋津隆二、共演永田道子、製作プロダクション鷹、配給ミリオンフィルム、1977年3月公開（成人映画・映倫番号 18979） - 主演
- 『痴漢豆泥棒』 : 監督稲尾実、共演中野リエ・野上正義、製作・配給新東宝映画、1977年3月公開（成人映画・映倫番号 19010） - 主演
- 『先天性 色欲女集団』 : 監督秋津隆二、共演しば早苗、製作プロダクション鷹、配給ミリオンフィルム、1977年4月公開（成人映画・映倫番号 19024） - 主演
- 『OLの秘戯 うずきの季節』 : 監督東一、主演北乃魔子、製作ユニバースプロダクション、配給日活、1977年4月公開（成人映画・映倫番号 19059）
- 『秘曲 津軽尺八後家』 : 製作向江寛城、監督稲尾実、主演桜マミ、製作ユニバースプロダクション、配給日活、1977年4月公開（成人映画・映倫番号 19061） - 出演・「牧子」役
- 『ポルノ向う三軒両隣り おさわり横丁』 : 監督稲尾実、主演野上正義・長友達也、製作・配給新東宝映画、1977年4月公開（成人映画・映倫番号 19036） - 主演
- 『FLESH MARKETS 国際肉体市場』 : 監督沢賢介（久保田元とも）、製作関東ムービー配給社、配給ミリオンフィルム、1977年5月公開（成人映画・映倫番号 19082） - 主演
- 『ポルノ向う三軒両隣り 夜這い横丁』 : 監督稲尾実、主演北洋子・久保新二、製作・配給新東宝映画、1977年6月公開（成人映画・映倫番号 19088） - 主演
- 『にっぽん夜這い祭り』 : 監督向井寛、主演岡田まゆみ、製作ユニバースプロダクション、配給日活、1977年8月公開（成人映画・映倫番号 19193）
- 『痴漢性医学部』（『痴漢医学部』） : 監督中村幻児、共演小川恵・松浦康、製作・配給新東宝映画、1977年8月公開（成人映画・映倫番号 19115） - 主演
- 『官能女体責め』 : 監督嵯峨野淳（中村強とも）、共演杉佳代子・神原明彦、製作プロダクション77、配給ミリオンフィルム、1977年9月公開（成人映画・映倫番号 19111） - 「東裕里子」名義で主演
- 『姉妹を犯す』 : 監督高橋伴明、主演芹明香、製作・配給新東宝映画、1977年12月公開（成人映画・映倫番号 19256） - 「東裕里子」名義で出演

### 1978年
- 『好色美容師』 : 製作渡辺輝男、企画渡辺忠、監督中村幻児、主演小川恵、製作ワタナベプロダクション、配給日活、1978年2月4日公開（成人映画・映倫番号 19322）
- 『温泉芸者 のぞき風呂』 : 監督秋津隆二、共演永田道子、製作・配給新東宝映画、1978年2月公開（成人映画・映倫番号 19093） - 「東裕里子」名義で主演
- 『セミドキュメント 東京淫欲の夜』（『東京淫欲の夜』） : 監督代々木忠、主演渚りな、製作ワタナベプロダクション、配給にっかつ、1978年7月22日公開（成人映画・映倫番号 19498）
- 『処女昇天 私の中まで!』（『処女昇天 私の中の中まで!』） : 監督秋津隆二、共演しば早苗、製作ワイドプロダクション、配給ミリオンフィルム、1978年9月公開（成人映画・映倫番号 19488） - 「東裕里子」名義で主演
- 『失神痴漢UFO』 : 監督沢賢介、主演椙山拳一郎・しば早苗、製作関東ムービー配給社、配給ミリオンフィルム、1978年10月公開（成人映画・映倫番号 19509）
- 『発情アパート 乱行集団』 : 監督稲尾実、共演下元史郎・沢木ミミ、製作・配給新東宝映画、1978年10月公開（成人映画・映倫番号 19549） - 「東裕里子」名義で主演
- 『官能団地 むずむず夫人』 : 監督山本晋也、共演野上正義、製作ユニバースプロダクション、配給東映ニューポルノ、1978年12月公開（成人映画・映倫番号 19580） - 「東裕里子」名義で主演
- 『痴漢快速電車』 : 監督稲尾実、共演沢木ミミ、製作・配給新東宝映画、1978年12月公開（成人映画・映倫番号 19611） - 「東裕里子」名義で主演

### 1979年
- 『にっぽんポルノ風土記 津軽姫祭り』 : 企画向江寛城、監督山本晋也、脚本宗豊、共演橘雪子・中野リエ、製作獅子プロダクション、配給東映セントラルフィルム、1979年1月公開（成人映画・映倫番号 19662） - 「東裕里子」名義で主演・「いく（源五郎の妾）」役
- 『夜のOL日記 肉人形』 : 監督東元薫、共演野口美沙・今泉洋、製作獅子プロダクション、配給東映セントラルフィルム、1979年2月公開（成人映画・映倫番号 19672） - 「東裕里子」名義で主演
- 『日本密姦拷問史』（改題『人妻緊縛』） : 製作伊能竜、監督向井寛、脚本宗豊、主演北条杏子・国分二郎、製作・配給新東宝興業、1979年2月公開（成人映画・映倫番号 19646） - 「東裕里子」名義で出演・「かつ子」役、60分の上映用プリントをNFCが所蔵[5]・新東宝映画がVHSビデオグラム販売・オンライン映像配信[15]
- 『セックスドキュメント ぶち込みたい!』（『ぶち込みたい!』[6]） : 企画門前忍、監督渡辺護、脚本ガイラチャン、主演日野繭子、製作電映商事、配給にっかつ、1979年3月3日公開（成人映画・映倫番号 19707） - 出演、65分の原版が現存・日活がオンライン映像配信[15]
- 『キャリアガール 急所攻め』 : 製作真湖道代、企画渡辺忠、監督中村幻児、脚本ガイラチャン、撮影久我剛、主演笹木ルミ、製作ワタナベプロダクション、配給にっかつ、1979年3月17日公開（成人映画・映倫番号 19719）
- 『ぬるぬる夫人』 : 監督鴨一夫、共演神原明彦、製作獅子プロダクション、配給東映セントラルフィルム、1979年3月公開（成人映画・映倫番号 19708） - 「東裕里子」名義で主演
- 『痴漢産婦人科』 : 監督稲尾実、主演国分二郎、製作・配給新東宝映画、1979年3月公開（成人映画・映倫番号 19688） - 「東裕里子」名義で出演
- 『拷問遊戯』 : 監督大野裕司、共演 浜恵子・沢木ミミ、製作獅子プロダクション、配給東映セントラルフィルム、1979年4月公開（成人映画・映倫番号 19716） - 「東裕里子」名義で出演
- 『夜のOL 快楽の部屋』 : 監督伊能竜、主演谷口曜子・野上正義、製作獅子プロダクション、配給東映セントラルフィルム、1979年4月公開（成人映画・映倫番号 19735） - 「東裕里子」名義で出演
- 『痴漢いん相学』 : 監督稲尾実、共演国分二郎・土羅吉良、製作・配給新東宝映画、1979年4月公開（成人映画・映倫番号 19713） - 主演
- 『女教師 襲撃』 : 監督梅沢薫、共演笹木ルミ・沢木ミミ、製作獅子プロダクション、配給東映セントラルフィルム、1979年10月公開（成人映画・映倫番号 19917） - 「東裕里子」名義で主演
- 『暴行制服三人組』 : 監督梅沢薫、主演青木奈美、製作・配給新東宝映画、1979年10月公開（成人映画・映倫番号 19895）

### 1980年 - 1983年
- 『裏バン女子学生 暴力教室』 : 監督梅沢薫、主演青木奈美、製作・配給新東宝映画、1980年1月公開（成人映画・映倫番号 19971）
- 『四つん這い女子学生』（『四つんばい女子学生』） : 監督荻西太郎、主演田口あゆみ・たかとりあみ、製作東活、配給松竹、1983年1月公開（成人映画・映倫番号 110996）
- 『痴漢電車良いOL・悪いOL・普通のOL』 : 企画伊能竜、監督稲尾実、脚本せらじゅん、撮影佐々木原保志、主演たかとりあみ・麻生うさぎ、製作日本シネマ、配給新東宝興業、1983年1月公開（成人映画・映倫番号 110984） - 「東裕里子」名義で主演・「良いOL」役、61分の上映用プリントをNFCが所蔵[5]

## ビブリオグラフィ
国立国会図書館蔵書等にみる書誌である。
- 「ポルノ対話《性》の全告白 東裕里子の感じる地帯」 : 『成人映画』第68号所収、現代工房、1971年9月1日発行
- 「お色気カラー・ページ ㊙欲情物語 ボディ洗い」東祐里子 : 『映画エロチカ封切館 PINKY』昭和47年2月号所収、東京三世社、1972年2月発行
- 「MEN特選ピンク映画封切館 欲情のバラード 第三の色魔」東祐里子 : 『パンチのきいたNude Men』昭和48年2月号所収、東京三世社、1973年2月発行
- 「東祐里子の初体験 苦痛に悶えた悪夢の初夜」 : 『映画エロトピア CINEMA SPOT』昭和49年12月号所収、サン出版、1974年12月発行
- 「成人映画カラー特別指定席 女エロ事師 情事大百科」東祐里子・南ユキ : 『映画エロトピア CINEMA SPOT』昭和50年4月号所収、サン出版、1975年4月発行
- 「真夜中のエロチカ十二態」谷ナオミ・泉ユリ・東裕里子・東てる美 : 『映画エロトピア CINEMA SPOT』昭和51年2月号所収、サン出版、1976年2月発行
- 「ハレンチ質問」東裕里子・ひろみ麻耶・茜ゆう子・山科ゆり : 同上
- 「仲好しレズ」東裕里子・早川リナ : 『映画エロトピア CINEMA SPOT』昭和51年4月号所収、サン出版、1976年4月発行
- 「ピンク女優おんなの25時」東裕里子 : 『シネマセクシャル』昭和51年8月号所収、大洋図書、1976年8月発行
- 「ピンク映画裸の'Xマス 性道男一代」東祐里子・茜ゆう子・南ゆき : 『映画エロトピア CINEMA SPOT』昭和51年12月号所収、サン出版、1976年12月発行
- 「三大ポルノ女優の告白手記」早川リナ・小杉じゅん・東祐里子 : 『ピンキーoh! 映画エロトピア CINEMA SPOT』昭和52年1月号増刊、サン出版、1977年1月発行
- 「映画より凄かった私のセックス体験」東祐里子・早川リナ・小杉じゅん : 『SM奇譚 官能映画大全集』昭和53年3月号増刊所収、サン出版、1978年3月発行
- グラビア : 『ZOOM-UP SELF』昭和54年1月号所収、セルフ出版、1979年1月発行
- 「SEXY GALS」一色りえ・松本ユミ・入江けいこ・東裕里子 : 『月刊フリーク FREAK』1979年12月号所収、セルフ出版、1979年12月発行